# Kanton Vimoutiers
Der Kanton Vimoutiers ist seit 1790 ein französischer Wahlkreis im Arrondissement Mortagne-au-Perche, im Département Orne und in der Region Normandie; sein Hauptort ist Vimoutiers.

## Gemeinden
Der Kanton besteht aus 32 Gemeinden mit insgesamt 10.374 Einwohnern (Stand: 1. Januar 2022) auf einer Gesamtfläche von 361,70 km²:
| Gemeinde                  | Einwohner 1. Januar 2022 | Fläche km² | Dichte Einw./km² | Code INSEE | Postleitzahl |
| ------------------------- | ------------------------ | ---------- | ---------------- | ---------- | ------------ |
| Aubry-le-Panthou          | 130                      | 6,85       | 19               | 61010      | 61120        |
| Avernes-Saint-Gourgon     | 69                       | 12,13      | 6                | 61018      | 61470        |
| Camembert                 | 169                      | 10,3       | 16               | 61071      | 61120        |
| Canapville                | 218                      | 8,22       | 27               | 61072      | 61120        |
| Champosoult               | 102                      | 7,01       | 15               | 61089      | 61120        |
| Chaumont                  | 167                      | 19,51      | 9                | 61103      | 61230        |
| Cisai-Saint-Aubin         | 181                      | 14,49      | 12               | 61108      | 61230        |
| Coulmer                   | 81                       | 6,68       | 12               | 61122      | 61230        |
| Croisilles                | 193                      | 11,32      | 17               | 61138      | 61230        |
| Crouttes                  | 304                      | 13,47      | 23               | 61139      | 61120        |
| Fresnay-le-Samson         | 108                      | 6,76       | 16               | 61180      | 61120        |
| Gacé                      | 1.771                    | 6,5        | 272              | 61181      | 61230        |
| Guerquesalles             | 133                      | 8,66       | 15               | 61198      | 61120        |
| La Fresnaie-Fayel         | 51                       | 5,09       | 10               | 61178      | 61230        |
| La Trinité-des-Laitiers   | 64                       | 11,16      | 6                | 61493      | 61230        |
| Le Bosc-Renoult           | 259                      | 12,7       | 20               | 61054      | 61470        |
| Le Renouard               | 203                      | 14,48      | 14               | 61346      | 61120        |
| Le Sap-André              | 125                      | 9,53       | 13               | 61461      | 61230        |
| Les Champeaux             | 98                       | 9,65       | 10               | 61086      | 61120        |
| Mardilly                  | 133                      | 12,76      | 10               | 61252      | 61230        |
| Ménil-Hubert-en-Exmes     | 120                      | 10,34      | 12               | 61268      | 61230        |
| Neuville-sur-Touques      | 237                      | 15,35      | 15               | 61307      | 61120        |
| Orgères                   | 182                      | 12,04      | 15               | 61317      | 61230        |
| Pontchardon               | 184                      | 4,83       | 38               | 61333      | 61120        |
| Résenlieu                 | 174                      | 5,09       | 34               | 61347      | 61230        |
| Roiville                  | 133                      | 8,18       | 16               | 61351      | 61120        |
| Saint-Aubin-de-Bonneval   | 131                      | 11,67      | 11               | 61366      | 61470        |
| Saint-Evroult-de-Montfort | 359                      | 22,36      | 16               | 61385      | 61230        |
| Saint-Germain-d’Aunay     | 117                      | 8,51       | 14               | 61392      | 61470        |
| Sap-en-Auge               | 942                      | 29,98      | 31               | 61460      | 61120, 61470 |
| Ticheville                | 195                      | 9,93       | 20               | 61485      | 61120        |
| Vimoutiers                | 3.041                    | 16,15      | 188              | 61508      | 61120        |
| Kanton Vimoutiers         | 10.374                   | 361,70     | 29               | 6121       | –            |

Bis zur Neuordnung bestand der Kanton Vimoutiers aus den 19 Gemeinden Aubry-le-Panthou, Avernes-Saint-Gourgon, Le Bosc-Renoult, Camembert, Canapville, Les Champeaux, Champosoult, Crouttes, Fresnay-le-Samson, Guerquesalles, Orville, Pontchardon, Le Renouard, Roiville, Saint-Aubin-de-Bonneval, Saint-Germain-d’Aunay, Le Sap, Ticheville und Vimoutiers. Sein Zuschnitt entsprach einer Fläche von 199,48 km2.

## Veränderungen im Gemeindebestand seit der landesweiten Neuordnung der Kantone
2016: Fusion Le Sap und Orville → Sap-en-Auge